# 닛폰바시역
닛폰바시역(일본어: 日本橋駅, にっぽんばしえき)은 오사카부 오사카시 주오구에 있는 철도역이다.

## 역사
- 1969년 12월 6일: 사카이스지 선 영업 개시.
- 1970년
  - 3월 11일: 센니치마에 선이 영업 개시, 환승역이 됨.
  - 3월 15일: 긴테쓰닛폰바시 역 영업 개시. 긴테쓰 난바 선과 환승역이 됨.

## 역 구조
사카이스지 선은 지하 1층에서 상대식 승강장 2면 2선을 갖고 센니치마에 선은 지하 2층에서 섬식 승강장 1면 2선을 갖는 지하역이다. 개찰 및 콩코스는 사카이스지 선 승강장과 동일한 층에서 두 플랫폼에 각각 1개씩 있다. 센니치마에 선 승강장은 사카이스지 선 승강장 바로 밑층에 있어 환승이 쉬운 구조이다.
2012년 현재, 화재 대책공사로 역사를 개조하여, 동시 진행으로 국립 분라쿠 극장과 연결통로나 역 벽면, 난바워크 입구 부근 매점(PiTaPa 이용 가능)이 새단장되었다. 또, 사카이스지 선 승강장 상하행선에 모두 다기능 화장실이 설치되었다.
사카이스지 선 북쪽 승강장은 개찰구를 사이에 두고, 난바 워크와 동일 층에 위치하지만, 남쪽 승강장은 센니치마에 선 승강장을 경유해야 할 필요가 있다. 인근의 다니마치 9초메 역과 직접 환승되는 긴테쓰 오사카우에혼마치 역의 연결 통로도 이와 같은 구조이다.

### 사카이스지 선
| 1 | 사카이스지 선 | 동물원앞·덴가차야 방면                                       |
| 2 | 사카이스지 선 | 사카이스지혼마치·덴진바시스지 6초메·기타센리·다카쓰키시 방면 |

### 센니치마에 선
| 1 | 센니치마에 선 | 쓰루하시·미나미타쓰미 방면 |
| 2 | 센니치마에 선 | 난바·노다한신 방면         |

## 역 주변
- 도톤보리
- 닛폰바시
- 윈즈 도톤보리
- ESCALE 난바
- 난바 워크
- 오사카 센니치마에 우체국
- 오사카 센니치마에추오도리 우체국
- 윈즈도톤보리
- 국립 분라쿠 극장
- 오사카난바 워싱턴 호텔 플라자
- 구로몬 시장
- 다카시마야 역사관
- 한신 고속 15호 사카이 선
- 미스데라 묘지
- 오사카 적십자 혈액 센터

※ 덧붙여 전자상가인 닛폰바시에서 덴덴타운은 이 역보다 에비스초역에서 가깝다.

### 버스
오사카 시영 버스
니혼바시 1초메 정류장
- 73호 계통: 난바 역 행 / 우에혼마치 6초메・오이케바시・도부시조마에역・지하철 히라노 역 경유 데토 버스 터미널 행

## 같이 보기
- 니혼바시 역 - 도쿄도 주오구에 있는 도쿄 메트로 긴자 선, 도자이 선, 도에이 아사쿠사 선의 역이다. 이 역은 니혼바시(にほんばし)로 발음한다.

## 인접역
| ■ 오사카 메트로 사카이스지선                   | ■ 오사카 메트로 사카이스지선 | ■ 오사카 메트로 사카이스지선         |
| ---------------------------------------------- | ---------------------------- | ------------------------------------ |
| K11 덴진바시스지 6초메 덴진바시스지 6초메 방면 | ■ 직통특급 "호즈"            | 덴가차야 K20 덴가차야 방면           |
| K16 나가호리바시 덴진바시스지 6초메 방면       | ■ 준급 ■ 보통                | 에비스초 K18 덴가차야 방면           |
| ■ 오사카 메트로 센니치마에선                   |                              |                                      |
| S16 난바 노다한신 방면                         |                              | 다니마치 9초메 S18 미나미타쓰미 방면 |